# Echinorhynchus galbulae
Echinorhynchus galbulae är en hakmaskart som beskrevs av Diesing 1851. Echinorhynchus galbulae ingår i släktet Echinorhynchus och familjen Echinorhynchidae. Inga underarter finns listade i Catalogue of Life.